# كاندهلة
كاندهلة هي بلدة تقع في ضلع مُظفٌر نگر التابعة للولاية الهندية أتر برديش.
حسب التعداد السكاني للهند لعام 2001 م ، فإن عدد سكان البلدة 40,183 نسمة.

## أعلام
- محمد إلياس الكاندهلوي